# Syndrome de Turcot
Pour les articles homonymes, voir Turcot.
 Mise en garde médicale
Le  syndrome de Turcot ou syndrome cancéreux de réparation des mésappariements (SCRM) est un syndrome cancéreux associé à des mutations bialléliques de réparation des mésappariements de l'ADN. 
Dans le cas du SCRM, la néoplasie survient généralement à la fois dans l'intestin et dans le système nerveux central (SNC). Dans le gros intestin, une polypose recto-colique familiale se développe ; dans le SNC, des tumeurs cérébrales dont l'astrocytome, le glioblastome et/ou le médulloblastome.

## Histoire
L'OMIM inclut actuellement le « syndrome de Turcot » dans le syndrome du cancer avec réparation des mésappariements. Le syndrome de Turcot est l'association entre une polypose familiale du côlon et des tumeurs cérébrales comme le médulloblastome, le gliome malin. Elle a été signalée pour la première fois par le chirurgien canadien Jacques Turcot (1914-1977) et al. en 1959 et porte donc le nom du premier auteur.

## Génétique
Sous le nom de déficit constitutionnel de réparation des mésappariements (CMMRD), il a été cartographié sur MLH1, MSH2, MSH6 ou PMS2. Des mutations monoalléliques de ces gènes sont observées dans la maladie connue sous le nom de syndrome de Lynch ou cancer colorectal héréditaire sans polypose, tandis que des mutations bialléliques sont observées dans le CMMRD. Les personnes atteintes du syndrome HNPCC (qui est autosomique dominant) portent une mutation dans un gène MMR, tandis que le CMMR-D (qui est autosomique récessif) nécessite des mutations dans les deux copies d'un gène MMR. Les parents des patients atteints de CMMR-D sont souvent porteurs du HNPCC,.

## Diagnostic
Le syndrome de Turcot est une association assez rare :
- d'une polypose recto-colique familiale[réf. nécessaire]
- d'une tumeur du système nerveux central :
  - astrocytome
  - glioblastome
  - médulloblastome[réf. nécessaire]

Le HNPCC associé à des gliomes malins survenant entre l’enfance et le début de l’âge adulte. Les polypes formés sont généralement plus volumineux, moins nombreux et progressent vers la malignité plus précocement que ceux observés dans la polypose adénomateuse familiale, une affection cliniquement similaire avec des mutations sous-jacentes différentes. Le diagnostic repose sur un prélèvement sanguin, suivi d'une comparaison, réalisée par un généticien, entre les deux copies du gène du patient et les gènes MMR normaux. En cas de variations détectées dans les gènes, des tests complémentaires peuvent être effectués pour confirmer la présence d'une déficience.